# SN 1989W
SN 1989W – supernowa odkryta 30 grudnia 1989 roku w galaktyce A134506+2948. W momencie odkrycia miała maksymalną jasność 18,00m.